# Mount Klayn
Mount Klayn (englisch; bulgarisch връх Клайн wrach Klajn) ist ein in südsüdwest-nordnordöstlicher Ausrichtung 2,8 km langer, 0,9 km breiter und 2400 m hoher Berg im westantarktischen Ellsworthland. In der nördlichen Bastien Range des Ellsworthgebirges ragt er 10,84 km nordwestlich des Mount Fisek, 12,76 km nordöstlich des Wild Knoll, 17,43 km südöstlich des Ereta Peak, 4,83 km südlich des Itschew-Nunataks und 17,6 km westlich des Mount Atkinson auf. Seine steilen Südosthänge sind teilweise unvereist. Der obere Abschnitt des Nimitz-Gletscher liegt nordöstlich von ihm.
US-amerikanische Wissenschaftler kartierten ihn 1961 und 1988. Die bulgarische Kommission für Antarktische Geographische Namen benannte ihn 2014 nach Laslo Klajn, Geologe auf der St.-Kliment-Ohridski-Station ab 1999 und in nachfolgenden Kampagnen.